# Pháp y Tần Minh: Chứng từ vô thanh (phim truyền hình)
Pháp y Tần Minh: Chứng từ vô thanh (tiếng Trung: 法医秦明之无声的证词, Fǎyī qín míngzhī wúshēng de zhèngcí; tiếng Anh: Medical Examiner Dr. Qin: Silent Evidence) là một bộ phim truyền hình Trung Quốc năm 2021, được chuyển thể từ tiểu thuyết Pháp y Tần Minh gốc, với sự tham gia của Trương Vũ Kiếm và Châu Vũ Đồng. Bộ phim được phát sóng trên kênh Mango TV vào Thứ hai, Thứ ba và Chủ nhật hàng tuần từ ngày 18 tháng 7 năm 2021 đến 17 tháng 8 năm 2021, bao gồm 30 tập. 

## Cốt truyện
Nội dung bộ phim được dựa theo phần hai của của bộ tiểu thuyết Pháp y Tần Minh: Lời Tố Cáo Lặng Thầm (无声的证词), một tác phẩm phản ánh góc nhìn khách quan, chân thực trong nghề pháp y của Tần Minh - một vị bác sĩ pháp y trẻ tài năng chuyên điều tra những vụ án hình sự. Trong bộ phim này, Tần Minh được được Sở An ninh tỉnh biệt phái đến thành phố Long Phiên để hỗ trợ đội cảnh sát hình sự ở đây điều tra một vụ giết người đặc biệt nghiêm trọng. Tại đây, anh tạm sống cùng nhà với Lâm Đương - một nữ cảnh sát của thành phố, trong quá trình điều tra phá án. Cả hai người cùng nhau điều tra về vụ án mạng này cùng nhiều vụ án khác.  

## Phân vai

### Vai chính
- Trương Vũ Kiếm vai Tần Minh, một bác sĩ pháp y tài năng và thông minh, được phái đến Long Phiên để hỗ trợ điều tra một vụ án mạng gây xôn xao dư luận. Dù mới bước chân ra ngoài xã hội nhưng với thiên phú hơn người, anh nhanh chóng học được các kỹ năng pháp y và hòa nhập tốt với môi trường mới. Anh có tuổi thơ không hạnh phúc khi gặp phải nhiều chấn thương tâm lý, lại hay bị bạn bè bắt nạt. Lúc còn nhỏ, bố anh từng bỏ rơi anh để đi lao động xa kiếm tiền, nên anh luôn hi vọng một ngày nào đó sẽ được gặp lại bố mình. Trái ngược với trí thông minh siêu việt, thể chất của anh lại khá yếu đuối, điều đó khiến anh gặp nhiều khó khăn trong quá trình truy bắt tội phạm.

- Châu Vũ Đồng vai Lâm Đương, thành viên đội cảnh sát hình sự Long Phiên. Là một cô gái mạnh mẽ, cá tính, quyết đoán; cô là người đảm nhiệm mọi vụ án hình sự của thành phố. Cô với Tần Minh là đối tác ăn ý trong quá trình điều tra phá án, truy bắt tội phạm, và luôn xuất hiện vào những lúc Tần Minh rơi vào hiểm nguy.

### Vai phụ
- Lý Thục Đồng vai Đội trưởng Lý, đội trưởng Đội cảnh sát Long Phiên.
- Tiêu Nhiên vai Đại Bảo, một thành viên của Đội cảnh sát Long Phiên. Anh là hậu bối của Lâm Đương.
- Vương Vũ Dương vai Trương Bưu, một thành viên của Đội cảnh sát Long Phiên.
- Triệu Thụy Ngọc vai Hoàn Hoàn, một thành viên của Đội cảnh sát Long Phiên.
- Vương Hải Địa vai Tần Dũng, người bố thất lạc 15 năm của Tần Minh
- Trương Giả Trác vai Triệu Giả Lâm, nạn nhân của một vụ án mạng nghiêm trọng buộc Sở An ninh tỉnh phải biệt phái Tần Minh đến điều tra. Cô vốn là một sinh viên đại học, được phát hiện đang mang thai sau khi Tần Minh khám nghiệm tử thi.
- Ứng Hạo Minh vai Vương Siêu, bạn trai của Triệu Giả Lâm.
- Viên Hạo vai Lưu Thủy Lương. Tên thật là Triệu Linh, anh là một bác sĩ phẫu thuật thẩm mỹ người Úc gốc Hoa và là một kẻ giết người hàng loạt đã sát hại rất nhiều nạn nhân là phụ nữ, sau đó còn vẽ mặt nạ kinh kịch lên khuôn mặt của họ. Anh bắt chước cha ruột mình là Triệu Đại Lý từng phạm tội giết người cách đây 15 năm, một vụ án mà chính Tần Minh đã tận mắt chứng kiến thuở thơ ấu.
- Lý Nhất Đồng vai Lưu Tinh Tinh, một phóng viên dẫn chương trình từng có quan hệ tình cảm với Lưu Thủy Lương, về sau cô chia tay anh ta sau khi phát hiện ra quá khứ của người này.

## Nhạc phim
| STT | Nhan đề                                                    | Tác giả                    | Thời lượng |
| --- | ---------------------------------------------------------- | -------------------------- | ---------- |
| 1.  | "Đừng ngại tiến về phía trước (不惧前行)" (Ca khúc mở đầu) | Đa Lương                   |            |
| 2.  | "Về sau em 关于你" (Bài hát kết thúc)                      | Trương Tử Ninh             |            |
| 3.  | "Mộng mộng" (Nhạc chủ đề)                                  | Tăng Nhất Minh，Lý Tử Nghị |            |
| 4.  | "Thay đổi" (Nhạc chủ đề)                                   | Trần Quyết                 |            |
| 5.  | "Nếu bạn chưa bỏ lỡ" (Nhạc chủ đề)                         | Phong Bác                  |            |
| 6.  | "Tăng trưởng chóng mặt" (Nhạc chủ đề)                      | Trần Lập                   |            |
| 7.  | "Không Thể Bị Tổn Thương" (Phần kết)                       | Vương Lâm, Lão Miêu        |            |